# Civilingenjör
Civilingenjör, förkortat civ.ing., är en yrkesexamen som i Sverige sedan 1 juli 2007 motsvarar fem års heltidsstudier (300 högskolepoäng). Fram till 1985 var utbildningen på fyra år och därefter fyra och ett halvt år fram till 1 juli 2007.
I Finland heter motsvarande examen diplomingenjör. I Tyskland, Österrike och Grekland har motsvarande begrepp varit diplomingenjör. Observera att civilingenjör inte är liktydigt med engelska civil engineer, som på svenska närmast motsvarar en ingenjör med inriktningen väg- och vattenbyggnadsteknik. Svenska civilingenjörsexamina brukar istället översättas till Master of Science in Engineering (MSE). Notera att även svensk teknologie masterexamen och teknologie magisterexamen översättes till Master of Science (MSc). Historiskt sett var de första ingenjörerna i Sverige militärer, men då det också behövdes ingenjörer inom den civila samhällssektorn fick de benämning civilingenjörer inom alla ämnesområden.

## Yrket
Civilingenjören är i första hand tänkt att kunna arbeta med ny och framtida teknik inom sin inriktning (där de populäraste är industriell ekonomi, datateknik, teknisk fysik och maskinteknik). Många civilingenjörer har därför under sina första yrkesår en expertkarriär och arbetar med teknisk problemlösning, som produktutvecklare, forskare, teknisk specialist, tekniskt säljsstöd eller lärare nära tekniken. I och med grundutbildningens bredd finns det också de som söker sig till helt andra områden eller får en generalistkarriär, och de förekommer på alla nivåer inom organisationer på positioner som projektledare, arbetsledare, egenföretagare, verksamhetsutvecklare och verkställande direktör. Under 2010 hade ca 40% av Sveriges verksamma inom civilingenjörsområdet en formell civilingenjörsutbildning, ytterligare 27% inom samma yrkesgrupp hade en formell gymnasie- eller högskoleingenjörsutbildning.

## Utbildningen
Målsättningen för civilingenjörsutbildningen är att vara tillräckligt djup och bred för att den yrkesverksamme ska förmå sätta sig in i, axla och med precision utföra olika roller på området.
Utbildningen omfattar grundläggande studier i bland annat matematik. Matematikkurserna har sin tyngdpunkt inom analys och linjär algebra; tanken är att matematiken ska genomsyra utbildningen och kunna tillämpas inom de områden som utbildningen omfattar.
Beroende på inriktning kan även grundläggande studier i till exempel datavetenskap, kemi, biologi, geologi, fysik, språk eller juridik förekomma i det så kallade basblocket. Detta följs upp med fördjupande kurser inom en eventuell underinriktning. Studierna avslutas med ett examensarbete om ett halvt läsår eller 30 högskolepoäng. Före 2002 ingick även en obligatorisk praktik genomförd på en arbetsplats under 2 till 10 månader beroende på programmets inriktning. Flera lärosäten rekommenderar sedan dess att praktiken genomförs frivilligt och kan skriva in den i examensbeviset om den studerande så önskar. 
Ämnesstudierna inom civilingenjörsutbildningarna fokuserar ofta på tillämpningar, men vissa program, som till exempel Teknisk fysik, ger istället en bred utbildning med mindre grad av specialisering.

### Behörighet
För att bli antagen till en civilingenjörsutbildning krävs, utöver grundläggande behörighet för högskoleutbildning även särskild behörighet omfattande godkänt i kurserna Matematik 4, Fysik 2 och Kemi 1 alternativt de äldre kurserna Matematik E, Fysik B och Kemi A.

## Arbetsmarknad
Reallöneutvecklingen för civilingenjörer har under 2000-talet varit betydligt lägre än för övriga anställda inom industrin i Sverige. Statistik från SCB och Sveriges Ingenjörer visar att civilingenjörer har fått cirka 15% lägre löneökning än arbetare och 20% lägre löneutveckling än övriga tjänstemän inom industrin mellan år 2000 och 2012: 
Gunnar Wetterberg, samhällspolitisk direktör på SACO, tror att den kraftiga utbyggnaden av ingenjörsutbildningarna på högskolorna i Sverige är en av förklaringarna till att civilingenjörerna fått lägre löneökningar:
"Andelen civilingenjörer på arbetsmarknaden har mångdubblats och i dag arbetar civilingenjörer inte enbart med teknikutveckling på högsta nivå. Det finns civilingenjörer på olika positioner i företagen och i många olika branscher. Numera drabbas också ingenjörer av varsel och nedskärningar och de har blivit mer konjunkturkänsliga än de var förr."

## Historik
Ordet ingenjör kommer från italienskans encignerius, som betyder "krigsbyggmästare". Civilingenjör blir då den civila motsvarigheten till den militära titeln ingenjör. Den allra första civila ingenjörsutbildningen startade i Tyskland år 1702 med inriktning mot gruvbrytning och metallhantering. Därefter etablerades ingenjörsutbildningar i Frankrike. Skolorna hette till en början "slöjdskolor" eftersom man fick lära sig att tillverka sina egna verktyg och bygga egna modeller av grundkonstruktionerna.
Den äldsta svenska ingenjörsutbildningen i mer organiserad form var Mekaniska skolan, som inrättades i Stockholm 1798 och blev föregångare till det 1827 grundade Teknologiska institutet (med utbildning inom mekanik- och kemiområdena), som 1877 fick namnet Kungliga Tekniska högskolan (KTH). Modellsamlingen Laboratorium mechanicum, som skapades av "den svenska mekanikens fader" Christopher Polhem redan 1697, hade dessförinnan sporadiskt användes till undervisning i praktisk mekanik. Redan före Teknologiska institutet inrättades hade Bergsskolan i Falun 1822 startat sin verksamhet med en tvåårig lärokurs på bergsvetenskapens område, en utbildning som 1869 flyttades till Teknologiska institutet i Stockholm.
År 1818 inrättade Högre artilleriläroverket på Marieberg i Stockholm (en föregångare till Försvarshögskolan) sin Civilingenjörskurs, som upphörde år 1869. Kursen var avsedd för dem som skulle bli medlemmar i den samtidigt inrättade Väg- och vattenbyggnadskåren, och detta skedde vid ett tidevarv då Sverige upplevde ett ökat behov av tekniskt utbildade personer till bland annat järnvägsbyggen. Beteckningen civilingenjör var fullt logisk eftersom övriga ingenjörselever på Högre Artilleriläroverket var militärer. Från 1871 tog Teknologiska Institutet över utbildningen vid sin fackskola för Väg- och vattenbyggnadskonst. Beteckningen civilingenjör kom därför att beteckna väg- och vattenbyggare vid Teknologiska Institutet och kom sedan att tas över av de flesta ingenjörer vid KTH med undantag för bergsingenjörer. Vid detta tillfälle var dock civilingenjör en informell benämning snarare än en examenstitel. Bakgrunden hos benämningen civilingenjör har ibland lett till missförståndet att hela KTH som skola eller hela ingenjörsutbildningen skulle ha ett ursprung i den militära ingenjörsutbildningen trots att Teknologiska Institutet startade sin verksamhet 24 år innan civilingenjörskursen på Marieberg inrättades.  
Användningen av titeln civilingenjör (samt bergsingenjör och arkitekt) reglerades första gången 17 december 1915 genom att Kunglig Majestät utfärdade bestämmelser om tentamina och examina vid KTH, där civilingenjörs-, bergsingenjörs- och arkitektexamen kunde avläggas.
Senare har även andra högskolor än KTH fått tillstånd att utfärda civilingenjörsexamina. År 1937 likställdes Chalmers tekniska högskola med KTH i detta och andra avseenden, i samband med att det tidigare Chalmers Tekniska Institut förstatligades.

## Civilingenjörsinriktningar
Exempel på civilingenjörsinriktningar är bland andra:
- Arkitektur och teknik
- Automation och mekatronik
- Bioteknik
- Datateknik
- Elektronikdesign
- Elektroteknik
- Energi och miljö
- Energisystem
- Farkostteknik
- Globala system
- Industriell ekonomi
- Informationsteknik
- Kemiteknik
- Lantmäteri
- Lärare matematik/fysik/kemi/data
- Medicinsk teknik
- Maskinteknik, Teknisk design
- Medieteknik
- Samhällsbyggnad
- Teknisk fysik
- Teknisk nanovetenskap
- Väg- och vattenbyggnad

För en mer komplett lista, se lista över civilingenjörsutbildningar.

## Examensbenämning
Civilingenjörsexamen, på engelska Degree of Master of Science in Engineering, är en yrkesexamen som uppnås efter fullgjorda kursfordringar om sammanlagt minst 300 högskolepoäng för de som påbörjat utbildningen efter 1 juli 2007, eller 270 högskolepoäng (180 poäng enligt gamla systemet) för de som påbörjat utbildningen före 1 juli 2007.
Det engelska civil engineer markerar inte en viss akademisk examensnivå, utan en ingenjör som är utbildad i väg- och vattenbyggnadsteknik, det vill säga det civila samhällets behov av vägar, broar, byggnader etcetera. Detta är historiskt sedan början av 1800-talet när civila elever började få tillträde till de militära ingenjörsskolorna. Den svenska civilingenjörstiteln har samma ursprung, men började tidigt tillämpas även på andra ingenjörsutbildningar än väg och vatten.

## Examensbevis
Examensbevis utfärdas efter att studier på civilingenjörsprogrammet har avslutats med godkända resultat vid något av dessa universitet/högskolor:
- Blekinge tekniska högskola (BTH) i Karlskrona
- Chalmers tekniska högskola (CTH) i Göteborg
- Högskolan i Gävle (HiG)
- Högskolan i Halmstad (HH)
- Karlstads universitet (KAU)
- Kungliga Tekniska högskolan (KTH) i Stockholm
- Tekniska Högskolan vid Jönköping University (JU)
- Tekniska högskolan vid Linköpings universitet (LiTH)
- Linnéuniversitetet (LNU)
- Luleå tekniska universitet (LTU)
- Lunds tekniska högskola (LTH)
- Mittuniversitetet i Sundsvall (med möjlighet att avsluta studierna vid KTH)
- Mälardalens universitet (MDU) i samarbete mellan Eskilstuna och Västerås
- Sveriges lantbruksuniversitet (SLU) i Uppsala
- Umeå universitet (UmU)
- Uppsala universitet (UU)
- Örebro universitet (ORU)

## Facklig anslutning
De flesta civilingenjörerna i Sverige är fackligt organiserade i Sveriges ingenjörer. Åren 2017-2019 låg civilingenjörernas fackliga organisationsgrad i intervallet 79-81 procent, varav i offentlig sektor 78-82 procent och i privat sektor 79-81 procent. Bland inrikes födda civilingenjörer var organisationsgraden 81-83 procent och bland utrikes födda 69-72 procent. Åren 2001-2003 var cirka 79-80 procent av civilingenjörerna fackligt anslutna. 